# Anton Montells
Anton Montells (segle XVIII - valor desconegut) fou un músic català del segle XVIII.
L'any 1738 va ser candidat per ocupar la plaça en el magisteri i l'organistia a la basílica de Santa Maria d'Igualada, ja que Joan Mestre, qui ho havia estat fins aleshores, havia deixat una vacant per defunció. Les oposicions per ocupar la vacant eren disputades entre tres músics més: Jaume Casanoves i Josep Carles i Josep Camins. Aquest darrer fou qui aconseguí la plaça.